# Everything Must Change
Everything Must Change is een nummer van de Britse zanger Paul Young uit 1985. Het is de tweede single van zijn tweede studioalbum The Secret of Association.
Het nummer had met een 9e positie veel succes in Youngs thuisland het Verenigd Koninkrijk. Verder werd het een klein hitje in het Nederlands taalgebied en Duitsland. In zowel de Nederlandse Top 40 als de Vlaamse Radio 2 Top 30 haalde het de 25e positie.